# TV-avgift i Sverige
Public service-avgift är en avgift som finansierar delar av kostnaderna för public service i Sverige, det vill säga Sveriges Television (SVT), Sveriges Radio (SR) och Utbildningsradion (UR). Enligt svensk lag betalas den sedan 2019 via skattsedeln av myndiga privatpersoner med förvärvsinkomst.
Till och med 2018 benämndes den TV-avgift, egentligen radio- och TV-avgift, och betalades istället av hushåll och företag med innehav av TV-mottagare och fram till 1978 även radiomottagare. TV-avgiften var en licensavgift fram till 1967 och benämningen TV-licens har delvis levt kvar i folkmun. Eftersom TV-avgiften var obligatorisk definierades den av EU som en skatt, trots att den då bara krävdes av innehavare av TV-mottagare och kallades "avgift".
Skyldigheten att betala avgiften, och beloppens storlek, bestäms av Sveriges riksdag och hanteras av Skatteverket från och med 2019, tidigare av Radiotjänst i Kiruna och regleras i lagen om finansiering av radio och TV i allmänhetens tjänst. 

## Historia
TV-avgiften har sitt ursprung i licensavgiften för radioapparater. Ursprungligen krävde innehav av radiomottagare tillstånd från Kungl. Maj:t, vilket kunde sökas hos Telestyrelsen mot en stämpelavgift på 3:50 kronor. Vid början av 1924 fanns 4 500 sådana tillstånd och vid årets slut hade antalet ökat till 40 000. Detta år bestämdes det också att stämpelavgiften skulle ersättas av en licensavgift vars storlek bestämdes av regeringen. Från och med 1925 skulle den som hade en radiomottagare betala en avgift på tolv kronor. 1926 sänktes avgiften till tio kronor, något som skulle gälla fram till 1951.
År 1943 infördes en särskild avgift för rundradiomottagare som installerats i bil eller båt, vilket betydde att trafikpolisen kunde fråga efter radiolicensen.
Från 1956 blev även innehavare av TV-mottagare skyldiga att betala en licensavgift, som uppgick till 25 kronor per kalenderkvartal. År 1967 övergick avgiften till att bli en "allmän mottagaravgift", och begreppet "licens" avskaffades. De hushåll som ägde en TV-apparat betalade en allmän mottagaravgift som även täckte eventuellt innehav av radiomottagare. Den som bara hade en radioapparat betalade en mindre "särskild ljudradioavgift".
I samband med införandet av färg-TV blev den som hade en färg-TV-apparat från april 1970 skyldig att betala en tilläggsavgift. Från 1971 var den allmänna mottagaravgiften 220 kronor, färgtillägget 100 kronor och den särskilda ljudradioavgiften 50 kronor. Dessa avgifter var oförändrade fram till 1 juli 1977, men radiomonopolet fick ändå ökade medel när fler färg-TV-tillägg betalades.
Avgiften för ljudradio avskaffades den 1 april 1978 och därefter var inte radioapparater licenspliktiga. Före avskaffandet hade ljudradioavgifterna stått för mindre än två procent av avgiftsintäkterna. Färgtillägget avskaffades 1990 och den ordinarie avgiften höjdes för att kompensera.
År 2010 bytte avgiften namn till radio- och TV-avgift för att visa att pengarna går till Sveriges Radio, SVT och UR. Fakturorna skickades till att börja med från Televerket, men Radiotjänst i Kiruna tog över från slutet av 1980-talet till om med 2018.
Den tekniska utvecklingen ledde till möjligheter att ta emot TV-kanaler på olika plattformar. Februari 2013 till juni 2014 ansåg Radiotjänst att datorer, surfplattor och "smarta mobiltelefoner" med internetuppkoppling i Sverige var avgiftspliktiga TV-mottagare, efter att SVT börjat med livekanaler på internet.
Den 13 juni 2014 slog Högsta förvaltningsdomstolen fast att datorer och surfplattor inte kan anses vara mottagare då användaren själv aktivt måste begära att få ta del av utbudet (unicast). Med anledning av Högsta förvaltningsdomstolens beslut ändrade Radiotjänst sina villkor. Från och med den 13 juni 2014 var datorer, surfplattor och mobiltelefoner inte längre avgiftspliktiga.
Från och med 1 januari 2019 betalas avgiften per person och benämns public service-avgift. Den nya avgiften administreras av Skatteverket och betalas via skattsedeln, men är även fortsättningsvis en avgift som finansierar public service. En förändring är att betalningsskyldighet inte längre är beroende av om man har TV-mottagare.

## Avgiftens storlek
Under 2018 var årsavgiften 2 400 kr per hushåll med TV-mottagare, medan den 2019 blev maximalt cirka 1 300 kr per person och reducerad för personer med låga förvärvsinkomster. Som förvärvsinkomst räknas även exempelvis a-kassa, pension och sjukersättning. Under dessa premisser föreligger betalningsskyldighet till och med dödsåret. Företag, juridiska personer, personer under 18 år och personer utan förvärvsinkomst (exempelvis studerande som enbart har studiemedel som inkomst) betalar ingen avgift från och med 2019. Förändringen trädde i kraft automatiskt och de som betalade TV-avgift 2018 behövde inte göra något. De som hade betalat den gamla avgiften för 2019 skulle återbetalas av Radiotjänst.
Som jämförelse kan nämnas en undersökning publicerad 2023 av Mediavision som visade att svenska hushåll i genomsnitt betalade 685 kr/mån (= 8220 kr/år) för prenumeration och abonnemang på media och journalistik.

## Avgiftsskyldighet före förändringen 2019
Innehavaren av en TV-mottagare skulle enligt 1 § i TV-avgiftslagen betala TV-avgift till Radiotjänst. För hushåll, och efterhand även företag, räckte det med att betala en TV-avgift, oavsett antal apparater med TV-mottagare. Även butiker som sålde TV-apparater skulle betala avgift för innehavet.
Privatpersoner betalade avgift för själva mottagaren. Meningarna gick isär kring skyldigheten att betala avgiften även för undanställda eller obrukbara mottagare. Medan Radiotjänst ansåg att avgiften omfattade även en TV-mottagare som inte användes, var trasig eller under dåliga mottagningsförhållanden, medan en lagändring från 2009 nämnde: "Radio- och TV-avgift betalas inte för TV-mottagare som [...] är varaktigt undanställd eller obrukbar vad gäller tid efter det att förhållandet har anmälts till RIKAB av den avgiftsskyldige."
Den som hyrde ut sin bostad i andra hand och lät TV-mottagaren stå kvar i huset behövde inte betala avgiften, utan det var då hyresgästen som var avgiftsskyldig.
Tidigare fanns ett undantag i TV-avgiftslagen för den som hade en TV-mottagare som på grund av sin konstruktion inte kunde användas för att ta emot markbundna sändningar (ofta kallad kanalväljaren), men detta undantag omfattade inte längre TV-mottagare i lokaler avsedda för bostadsändamål. Företag, föreningar och juridiska personer utom privatpersoner kunde enligt 5 § i TV-avgiftslagen få TV-mottagare plomberade/blockerade och på så sätt bli befriade från avgiften.
I svensk lag var underlåtelse att anmäla innehav av TV-mottagare (så kallat licensskolk eller licenssmitning) kriminaliserat; för den som med uppsåt eller av oaktsamhet inte anmälde TV-innehav var straffet dagsböter enligt 22 § i dåvarande TV-avgiftslagen. Brottet föll under allmänt åtal, och preskriptionstiden för ett sådant brott var två år.
Den som blev innehavare av en TV-mottagare skulle enligt 8 § i TV-avgiftslagen anmäla detta till Radiotjänst senast 15 dagar efter det att innehavet påbörjats. Den som yrkesmässigt sålde eller hyrde ut TV-mottagare hade också skyldighet att rapportera kunden till Radiotjänst. En anmälan till Radiotjänst från en yrkesöverlåtare skulle också innehålla de uppgifter som behövs för fastställandet av vem som var avgiftsskyldig.
Radiotjänst kunde fatta beslut om avgiftsskyldighet till följd av en anmälan eller på grund av att Radiotjänst på annat sätt fått reda på TV-innehav, enligt 9 § i TV-avgiftslagen. Vad som avses med "på annat sätt" uttalas inte i lagen. Det finns många nyhetsartiklar som handlar om fall där enskilda personer fått rätt mot Radiotjänst i rättsfall, men statistiken visar att det var få rättsfall där Radiotjänsts beslut ändrades. Av de 115 fall som gick vidare till Förvaltningsrätten 2012 ändrades Radiotjänsts beslut i två fall.
Radiotjänst besökte, skickade brev eller ringde hushåll som inte fanns med som betalande i registret, som köpt eller hyrt en TV-mottagare eller som flyttat och inte anmält innehav av TV-mottagare. Man kunde även bli kontaktad av Radiotjänst om en /make/maka/sambo redan betalade avgiften, vilket kunde förhindras genom att man registrerade sig på "mina sidor" på Radiotjänsts webbplats.
Fortlöpande genomfördes kontroller bland dem som inte uppgett att de innehar en TV-mottagare. Dessa kontroller kallas för särskild avgiftskontroll. Utsända kontrollanter från Radiotjänst skulle då kontrollera samtliga bostäder i ett område (26 § TV-avgiftslagen). Innan en särskild avgiftskontroll utfördes skulle Radiotjänst i god tid och på lämpligt sätt informera de boende i området (27 § TV-avgiftslagen). Upplysning om vilka områden som var aktuella för särskild avgiftskontroll gick även ut i public service-kanalerna.
Kontrollen skedde med hjälp av listor över betalande, där hushåll som inte var listade fick besök av kontrollanten. Enligt Radiotjänst visade kontrollanten alltid ID-kort och fick aldrig gå in i bostaden ens vid inbjudan. Kontrollanten tog inte betalt vid besöket, utan tog notis om uppgifter som skickades till huvudkontoret och några veckor senare skedde eventuell fakturering.
Radiotjänst hade enligt 25 § TV-avgiftslagen rätt att använda särskilda pejlinstrument för att ta reda på i vilken utsträckning det fanns TV-mottagare i bostäder inom ett visst område. Kontrollanterna fick endast använda pejlinstrument vid särskild avgiftskontroll. Radiotjänst har dock gått ut i medier under 2010-talet och försäkrat att pejlingsutrustning inte använts sedan 1990-talet.
I lagen (28 § TV-avgiftslagen) stod det att så kallad särskild avgiftskontroll skulle bedrivas på ett sådant sätt att besvär för den enskilde kunde undvikas. 
Av 17 § TV-avgiftslagen framgår att beslut av Radiotjänst skulle anses som beslut av förvaltningsmyndighet.
Vid mätningar över om allmänheten fick värde för TV-avgften de betalde blev resutlatet att mellan 47 och 60 procent uppgav att de fick mycket för TV-avgiften och att en majoritet var positiv till att SVT, SR och UR finansierades via TV-avgiften.

### Kritik mot TV-avgiften och fördomar (före 2019)
Avgiftens utformning
Ett argument mot en TV-avgift var att den är att anse som en regressiv skatt, som utfaller oproportionerligt, eftersom hushåll med låginkomsttagare tvingas att ge bort en proportionerligt större del av sin disponibla inkomst för att betala TV-avgiften. Ensamhushåll missgynnades mot hushåll med flera medlemmar, eftersom hushållen endast behövde betala en TV-avgift. Det är visserligen inte unikt för TV-avgiften, då det är likadant med andra hushållsabonnemang, men en avgift via skattsedeln ansågs lösa problemet.
Föråldrad avgift
Avgiften har mött kritik för att vara föråldrad då det traditionella TV-tittandet minskade under 2010-talet och många därför gjorde sig av med TV-apparater, vilket i sin tur medförde att färre hushåll behövde betala avgiften. Samtidigt steg utgifterna för public service, enligt SVT.
Indrivning av TV-avgifter
Kritik riktades mot det sätt som Radiotjänsts kontrollanter jagade så kallade licensskolkare. Bland annat att man använde ett provisionssystem där kontrollanten fick ekonomisk vinning för varje licensskolkare som börjar betala. Ingen grundlön förekom och man hade 2005 ett krav att man tecknade minst 500 nya avtal per år. Radiotjänst ansåg att ett övertramp är ett övertramp och att det inte fanns skäl att ändra reglerna. Även om flera misstag bevisligen begicks av Radiotjänst var det enligt Radiotjänst en försvinnande liten andel.
Värde för pengarna
I takt med att TV-utbudet ökade kunde det uppfattas som att värdet för konsumenterna i proportion till avgiftens storlek minskar. I Sverige sändes TV3, ZTV och TV8 gratis över det digitala nätet under en period år 2004. Dessa sändningar krypterades efter några månader och kom att ingå i betal-TV-operatören Boxers utbud. Kritiken bygger på en missuppfattning kring avgiften då avgiften enbart bekostade TV-innehav och public service, inte kanalutbud i sig och inte hade något att göra med hur stor kanalandel som bestod av public service-kanaler. Radiotjänst ansvarade heller inte för sändningstillstånd.
Kritik mot avgift för internetanslutna datorer
Beslutet att göra datorer med internetuppkoppling avgiftsbelagda efter att SVT började sända kanaler direkt via SVT Play möttes av kritik med argument om att alla internetanslutna datorer inte är avsedda för TV-mottagning eller används till annat än TV-tittande. Radiotjänst skrev på sin webbplats att det inte spelade någon roll om SVT blockerades på datorn, eller om man hade för dålig bandbredd för att se på tv. Det var den tekniska utrustningen som gav möjligheten att ta emot TV-sändningar som Radiotjänst ansåg var avgiftsgrundande.
Förvaltningsrätten gav Radiotjänst rätt 2013 med motiveringen: "Även en dator måste därför enligt domstolen anses vara en sådan teknisk utrustning som är avsedd att ta emot utsändning eller vidaresändning av tv-program. Den är därför avgiftspliktig". Mobiltelefoner och surfplattor hade då inte prövats. Den 13 juni 2014 slog däremot Högsta förvaltningsdomstolen fast att datorer och surfplattor inte är avgiftspliktiga. I bland annat Danmark och Storbritannien fanns år 2017 en avgift på all utrustning som kunde ta emot television, det vill säga tv, mobiltelefoner, surfplattor, datorer och annan utrustning med bildskärm och internetuppkoppling.